# Gosse (Fluss)
Die Gosse ist ein gut fünf Kilometer langer, südwestlicher und linker Zufluss der Alme in der Paderborner Hochfläche auf dem Gebiet der nordrhein-westfälischen Kreise Soest und Paderborn. Dieser Zufluss hat Feinsedimente aus der Landwirtschaft in den Hauptfluss getragen und sollte deswegen im Abflussbereich begrünt und durch einen vier Meter breiten Pufferstreifen von der angrenzenden Landwirtschaft getrennt werden.

## Geographie

### Verlauf
Die Gosse entspringt im Rüthener Stadtteil Hemmern südlich der Grundstraße auf einer Höhe von 338 m ü. NHN.
Sie fließt zunächst, begleitet von der K 78, in der Gemarkung Hemmern gut zwei Kilometer in Richtung Nordosten durch Felder und passiert dann die Gemeindegrenze von Rüthen nach Büren, verlässt dabei gleichzeitig den Kreis Soest und betritt den Kreis Paderborn. Der Bach schlängelt sich nun auf dem Gebiet der Bürener Ortschaft Weine in saften Bögen durch einen Ackerlandstreifen, der rechts und links durch Laubwald begrenzt wird.
Die Gosse erreicht dann den Westrand des Dorfs, unterquert noch die Bahnstrecke des Nahverkehrsverbundes Paderborn-Höxter und mündet schließlich auf einer Höhe von ungefähr 223 m ü. NHN von links in die dort aus dem Süden heranziehende Alme.
Der etwa 5,3 km lange Lauf der Gosse endet ungefähr 115 Höhenmeter unterhalb ihrer Quelle, sie hat somit ein mittleres Sohlgefälle von circa 22 ‰.

### Einzugsgebiet
Das 7,17 km² große Einzugsgebiet der Gosse liegt in der Paderborner Hochfläche und wird durch sie über die Alme, die Lippe und den Rhein zur Nordsee entwässert.
Es grenzt
- im Nordosten an das Einzugsgebiet der Osterschledde, die über den Geseker Bach in den Lippezufluss Brandenbaumer Bach entwässert
- im Südosten an das des Aschentalbachs, der in die Alme mündet,
- im Süden an das des Rißneibachs, der über die Möhne und die Ruhr in den Rhein entwässert,
- im Südwesten an das des Möhnezuflusses Küttelbecke,
- im Westen an das des 	Hoinkhauser Bachs, der über die Pöppelsche und die Gieseler in die Lippe entwässert
- und im Norden an das der Westerschledde, die über den Störmeder Bach in den Brandenbaumer Bach entwässert.

Der Bach fließt durch das Landschaftsschutzgebiet-Seitentäler von Alme und Afte. Die höchste Erhebung ist die Spitze Warte mit 391 m ü. NHN im Westen des Einzugsgebiets. Im Westen und Norden grenzt das Einzugsgebiet an Windparkanlagen. Die beiden Dörfer Hemmern und Weiden sind die einzigen Siedlungen im Einzugsgebiet. Die Taleinschnitte der Gosse sind teilweise bewaldet und die Rücken des Tales werden ackerbaulich benutzt.
Während geologisch das Einzugsgebiet am Oberlauf durch Kalk-, Kalkmergel- und Tonmergelgestein aus der Unterkreide bis Oberkreide geprägt wird, kommt am Unterlauf in den unteren Schichten noch zusätzlich Sandgestein vor.